# Вакели, Иона
Ио́на Ваке́ли (псевдоним; настоящее имя и фамилия — Ио́на Луки́ч Мегрели́дзе; 15 (28) ноября 1900, село Ваке, Кутаисская губерния — 1988) — грузинский писатель и поэт.

## Биография
Литературную деятельность начал после Октябрьской революции, в 1920 году. В первый период своего творчества — во власти революционной романтики. Как выходцу из крестьянской среды, ему очень близки и темы деревни (поэма «Насакирали» (1925), посвящённая событиям революции 1905 года). Его поэзия насыщена ритмом фабрик и заводов и выражает идею мощи пролетарского коллективного труда. Фетишизируя шум и грохот машин и отражая тематику революционной борьбы и строительства, Вакели вначале почти не затрагивал насущных вопросов быта и духовной культуры пролетария.
К трезвому реализму и конкретным запросам пролетарской жизни Вакели пришёл в 30-х годах, стремясь соответственным методом художественного воздействия организовать психику рабочей массы. В комедии «Апракуне Чимчимели» (1934), пьесах «Зависть» (1937) и «Сталь» (1951) Вакели разоблачает пережитки старого, рисует образы волевых, целеустремлённых советских людей, их борьбу за построение новой жизни. В отношении формы Вакели многим обязан классикам грузинской литературы XIX века, в частности Ильи Чавчавадзе (поэма «Мецисквиле»).
Автор исторических пьес «Шамиль» (1935), «Георгий Саакадзе» (1939) и «Царица Тамара» (1948). Пьесы Вакели ставились в театрах им. Марджанишвили, им. Руставели, им. Грибоедова (Тбилиси).